# Igreja Presbiteriana Americana
A Igreja Presbiteriana Americana - em inglês American Presbyterian Church - é uma denominação presbiteriana, formada em 1979, por igrejas que se separam da Igreja Presbiteriana Bíblica (IPB), por defenderem a salmodia exclusiva, abstinência de álcool e uma visão pré-milenista.

## História
Na década de 1970, a Igreja Presbiteriana Bíblica passou a ser tolerante a diferentes posicionamentos quanto a escatologia. Devido a isso, um grupo de igrejas se separou da denominação por defenderem uma visão pré-milenista. Além disso, as igrejas separadas se separaram por defender a  salmodia exclusiva e abstinência de álcool.
A denominação cresceu lentamente desde sua formação. Em 2022, era formada por 2 igrejas, que juntas tinham 60 membros.

## Doutrina
A denominação subscreve o Credo dos Apóstolos,  Credo Niceno-Constantinopolitano, a Confissão de Fé de Westminster, Catecismo Maior de Westminster e Breve Catecismo de Westminster. Se diferencia de outros presbiterianos apenas pela escatologia pré-milenista, salmodia exclusiva e abstinência de álcool.

## Relações intereclesiásticas
A denominação já foi observadora do Conselho Norte-Americano Presbiteriano e Reformado.